# ワルトホール郡 (ミシシッピ州)
ワルトホール郡（英: Walthall County）は、アメリカ合衆国ミシシッピ州の南部に位置する郡である。2010年国勢調査での人口は15,443人であり、2000年の15,156人から1.9%増加した。郡庁所在地はタイラータウン町（人口1,609人）であり、同郡で人口最大の町でもある。ワルトホール郡は1910年にマリオン郡とパイク郡の一部を合わせて設立された。郡名は南北戦争南軍の将軍で、戦後ミシシッピ州選出アメリカ合衆国上院議員を務めたエドワード・C・ワルトホールに因んで名付けられた。

## 地理
アメリカ合衆国国勢調査局に拠れば、郡域全面積は404.44平方マイル (1,047.5 km2)であり、このうち陸地403.82平方マイル (1,045.9 km2)、水域は0.62平方マイル (1.6 km2)で水域率は0.15%である。陸地面積では州内最小である。

### 主要高規格道路
- アメリカ国道98号線
- ミシシッピ州道27号線
- ミシシッピ州道44号線
- ミシシッピ州道48号線

### 隣接する郡
- ローレンス郡 - 北
- マリオン郡 - 東
- ワシントン郡 (ルイジアナ州) - 南
- パイク郡 - 西
- リンカーン郡 - 北西

## 人口動態
以下は2000年の国勢調査による人口統計データである。
| 基礎データ - 人口: 15,156人 - 世帯数: 5,571 世帯 - 家族数: 4,111 家族 - 人口密度: 14人/km2（38人/mi2） - 住居数: 6,418軒 - 住居密度: 6軒/km2（16軒/mi2） 人種別人口構成 - 白人: 54.61% - アフリカン・アメリカン: 44.09% - ネイティブ・アメリカン: 0.12% - アジア人: 0.24% - 太平洋諸島系: 0.01% - その他の人種: 0.26% - 混血: 0.66% - ヒスパニック・ラテン系: 1.33% | 年齢別人口構成 - 18歳未満: 28.4% - 18-24歳: 9.9% - 25-44歳: 25.4% - 45-64歳: 22.3% - 65歳以上: 14.1% - 年齢の中央値: 35歳 - 性比（女性100人あたり男性の人口） - 総人口: 91.5 - 18歳以上: 86.2 世帯と家族（対世帯数） - 18歳未満の子供がいる: 34.0% - 結婚・同居している夫婦: 53.0% - 未婚・離婚・死別女性が世帯主: 16.9% - 非家族世帯: 26.2% - 単身世帯: 24.0% - 65歳以上の老人1人暮らし: 11.5% - 平均構成人数 - 世帯: 2.69人 - 家族: 3.19人 | 収入と家計 - 収入の中央値 - 世帯: 22,945米ドル - 家族: 29,169米ドル - 性別 - 男性: 26,745米ドル - 女性: 16,909米ドル - 人口1人あたり収入: 16,769米ドル - 貧困線以下 - 対人口: 27.8% - 対家族数: 22.4% - 18歳未満: 42.7% - 65歳以上: 17.5% |

## 都市と町

### 町
- タイラータウン - 郡庁所在地

### 未編入の町
- ダーバン
- メサ
- サーティンビル
- セイラム
- デクスター
- インプルーブ